# Gadoni
Gadoni (Adòni in sardo) è un comune italiano di 648 abitanti della provincia di Nuoro, nella antica regione della Barbagia di Belvì.

## Geografia fisica

### Territorio
Il paese offre oggi una varietà di paesaggi unica in Barbagia; Si passa dall'altopiano detto di "Corongia" di interessantissima conformazione geologica, molto simile alla notissima Giara Di Gesturi, alla valle del Flumendosa che attraversa i piedi del Gennargentu attraversando spettacolari canyon con cascate continue e laghetti immersi nella natura, al monte "Sa Scova" dal paesaggio quasi lunare presente sulla sua gobba superiore, per non parlare della zona Mineraria oggi ristrutturata e sede di un interessantissimo museo.
La qualità dell'aria, dovuta all'esposizione continua a venti e al posizionamento del paese quasi arroccato sulla montagna rendono Gadoni un interessantissimo punto di partenza per salutari trekking tra more e corbezzoli e tra ruscelli (sono presenti sorgenti di acqua di qualità nota da secoli).

## Storia
La località fu abitata sia in epoca prenuragica che nuragica. In epoca romana faceva parte di quella regione chiamata Barbaria (Barbagia) che non fu mai totalmente romanizzata. L'attività estrattiva del rame presso la miniera di Funtana Raminosa risale probabilmente all'epoca nuragica, per il ritrovamento di alcuni utensili ora conservati nel museo archeologico nazionale di Cagliari, e si protrasse fino al 1980.
Durante il medioevo appartenne al Giudicato di Arborea e fece parte della curatoria della Barbagia di Meana; nel XIV secolo fu unito alla curatoria del Mandrolisai. Alla caduta del giudicato (1410) passò sotto il governo del Marchesato di Oristano, e alla sconfitta di quest'ultimo passò sotto il dominio aragonese, ove fece parte della signoria della Barbagia di Belvì.
Nel 1768 il paese venne incorporato nella contea di Santa Sofia, assegnata in feudo a Salvatore Lostia. Rimase sotto la signoria dei Lostia fino al 1839, quando fu riscattato con l'abolizione del sistema feudale.
La rivalutazione delle miniere nel primo dopoguerra, durante il fascismo, e nel secondo dopoguerra produsse notevole ricchezza per gli abitanti del circondario ma ha anche il parziale abbandono delle rigogliose terre presenti e una conseguente parziale perdita delle conoscenze agro-pastorali che per secoli hanno reso il paese importante per tutto il circondario.
La tipologia del giacimento e il calo delle quotazioni del rame provocò il graduale abbandono dell'attività estrattiva, fino alla definitiva chiusura delle miniere negli anni ottanta; i successivi fallimenti di politiche di riutilizzo delle strutture presenti hanno creato un forte disagio economico determinando una continua emigrazione dei residenti verso la penisola (soprattutto Lombardia, Toscana, Veneto, Piemonte e Emilia-Romagna) o la costa (Cagliari).

### Simboli
Lo stemma e il gonfalone del comune di Gadoni sono stati concessi con decreto del presidente della Repubblica del 12 settembre 2003.
Il gonfalone è un drappo di bianco con la bordatura di azzurro.

## Monumenti e luoghi d'interesse

### Architetture religiose
- Chiesa parrocchiale dell'Assunta
- Chiesa di Santa Marta
- Chiesa di San Nicola (rudere)
- Chiesa di San Gabriele (pochi resti)
- Convento francescano: ne rimane soltanto una cappella e le scale per salire al pulpito
- Chiesa della Madonna d'Itria (non più esistente)

### Siti di archeologia industriale
- Miniera di Funtana Raminosa.
- Ponte sul rio Flumendosa; costituito negli anni Ottanta del XX secolo, è uno dei più alti in Europa.
- Ponte sul rio Flumendosa, detto "ponte 'e ferru": costruito alla fine dell'Ottocento, è stato rimpiazzato dal ponte sopra citato.

### Aree naturali
- Foresta di Corongia (congie e distese)
- Voragine su disterru de Loritta
- Tacco calcareo di Nurentulu
- Conformazione rocciosa di su Campanili
- Cascata di Sa Stiddiosa (fa parte anche del territorio di Seulo)
- Piscine naturali del rio Flumendosa
- Piscine naturali e cascata di Is Caddaias

## Società

### Evoluzione demografica
Il paese soffre oggi di una grave emorragia demografica.
Abitanti censiti

### Lingue e dialetti
La variante del sardo parlata a Gadoni è il campidanese barbaricino meridionale.
Prussiera è una parola usata dai minatori sardi, specialmente dai minatori di Funtana Raminosa di Gadoni, in quanto questa miniera, per un certo periodo, è stata gestita dalla ditta Cogne, impresa francese. La parola viene dal francese Poussière, polvere artificiale.
Certamente veniva pronunziata da tecnici o minatori di lingua francese e che i minatori di Gadoni, digiuni di tale lingua, hanno trasformato in Prussiera. Il termine è ormai entrato nel linguaggio gadonese e per tutti, minatori e non, sta a indicare quella polvere che si crea dopo la volata delle mine con il caratteristico odore della polvere per le mine.

## Cultura

### Sa burra
Tappeto tipico di Gadoni e di Sarule, fatto completamente di lana, inizialmente veniva usato come grossa coperta per ripararsi dal freddo nelle rigide notti invernali dagli abitanti di Gadoni. Con la messa in commercio di materiali più leggeri, “sa burra”, da coperta pesante, venne utilizzata come tappeto sottotavolo.
"Sa burra" è un tappeto fatto completamente dal vello della pecora, dal quale si ricava lo stame e la lana. Lo stame è il filato più resistente e viene utilizzato fare l'ordito. La lana invece, essendo più morbida, oltre a fare la trama nei tappeti si utilizza per fare le calze soprattutto per gli uomini di campagna: contadini e pastori.
Si lavora col telaio orizzontale con la larghezza di due metri.
Restringendo il telaio, si ottengono delle tessiture di una larghezza di 60 centimetri che prima si utilizzavano per fare “sa bertula", la bisaccia dove gli uomini di campagna mettevano pane e cibarie varie, ora come guida negli anditi e giroletti.
L'uso, che non è mai cambiato dalla notte dei tempi, è quello di adornare i davanzali delle finestre o i balconi durante le processioni del Corpus Domini o nelle manifestazioni religiose più importanti.

### Is fraccheras
A Gadoni, nella notte tra il primo e il secondo di novembre, si celebrava il rito de "is fraccheras". Delle torce di asfodelo (secondo le credenze popolari la pianta della morte) venivano accese e portate dai giovani per le vie e i vicoli per scacciare gli spiriti maligni e venivano preceduti da bambini che suonavano dei campanacci.
Il rito è stato riscoperto di recente.

## Amministrazione
| Periodo         | Periodo         | Primo cittadino        | Partito                           | Carica  | Note   |
| --------------- | --------------- | ---------------------- | --------------------------------- | ------- | ------ |
| 6 giugno 1993   | 27 aprile 1997  | Michele Bonafede       | lista mista di sinistra           | Sindaco | [ 7 ]  |
| 27 aprile 1997  | 13 maggio 2001  | Michele Bonafede       | liste civiche di centro-sinistra  | Sindaco | [ 8 ]  |
| 13 maggio 2001  | 28 maggio 2006  | Nicolas Mario Rocca    | liste civiche di centro-destra    | Sindaco | [ 9 ]  |
| 28 maggio 2006  | 15 maggio 2011  | Antonello Secci        | lista civica                      | Sindaco | [ 10 ] |
| 15 maggio 2011  | 5 giugno 2016   | Antonello Secci        | lista civica "Per Gadoni"         | Sindaco | [ 11 ] |
| 5 giugno 2016   | 11 ottobre 2021 | Francesco Mario Peddio | lista civica "...Per Gadoni"      | Sindaco | [ 12 ] |
| 11 ottobre 2021 | in carica       | Francesco Mario Peddio | lista civica "Insieme per Gadoni" | Sindaco | [ 13 ] |